# Liste der Hauptstraßen A in Wien
Die Hauptstraße A ist im Straßensystem von Wien eine hochrangige Gemeindestraße im Rang einer Landesstraße (weil Wien auch ein Bundesland ist), aber in der Bedeutung noch unterhalb der als Hauptstraßen B geführten ehemaligen Bundesstraßen.
In Wien sind etwa 800 Straßen und Plätze als Hauptstraßen A ausgewiesen, teilweise nur über ein kurzes Stück, oder Nebenfahrbahnen höherrangiger Straßen.

## Liste
| Straße                                           | Bezirk und Anmerkungen |
| ------------------------------------------------ | --- |
| 12.-Februar-Platz                                | 19. im Zuge Mooslackengasse |
| Absberggasse                                     | 10. von Gudrunstraße bis Laaer-Berg-Straße |
| Aderklaaer Straße                                | 21. von Martin-Gaunersdorfer-Gasse bis Kürschnergasse |
| Adolf-Blamauer-Gasse                             | 03. |
| Adolf-Loos-Gasse                                 | 21. von Schererstraße bis Haberditzlgasse |
| Adolf-Raupenstrauch-Gasse                        | 19. |
| Aichholzgasse                                    | 12. |
| Albert-Schweitzer-Gasse                          | 14. von Johann-Schorsch-Gasse bis Dr.-Karl-Lueger-Brücke |
| Albertgasse                                      | 08. von Lerchenfelder Straße bis Florianigasse |
| Alser Straße                                     | 08. 09. |
| Alserbachstraße                                  | 09. |
| Alszeile                                         | 17. von Vollbadgasse bis Dornbacher Straße |
| Altdorferstraße                                  | 10. |
| Althahnstraße                                    | 09. |
| Am Heidjöchl                                     | 22. von Quadenstraße bis Hasibederstraße |
| Am Heumarkt                                      | 03. von Schwarzenbergplatz bis Johannesgasse |
| Am Hof                                           | 01. im Zuge Heidenschuß |
| Am Kaisermühlendamm                              | 22. (verlängerte Industriestraße) von Kaisermühlenstraße bis A 22; von Mendelssohngasse bis Berchtoldgasse |
| Am Kanal                                         | 11. von Hasenleitengasse bis Weißenböckstraße |
| Am Platz                                         | 13. im Zuge Hietzinger Hauptstraße und Maxingstraße |
| Am Rosenhügel                                    | 13. |
| Am Tabor                                         | 02. |
| Ameisbachzeile                                   | 14. von ONr. 12 bis Demuthgasse 16. von Flötzersteig bis Demuthgasse |
| Ameisgasse                                       | 14. von Karlingergasse bis Hütteldorfer Straße |
| Amerlingstraße                                   | 06. |
| Amundsenstraße                                   | 14. von Hüttelbergstraße bis 90 m nach Hüttelbergstraße 17. ab 90 m nach der Hüttelbergstraße |
| Anastasius-Grün-Gasse                            | 18. von Gymnasiumstraße bis Währinger Gürtel |
| Angerer Straße                                   | 21. |
| Anilingasse                                      | 06. |
| Annagasse                                        | 01. von Kärntner Straße bis Seilerstätte |
| Anschützgasse                                    | 15. von Schwendergasse bis Linke Wienzeile |
| Anton-Baumgartner-Straße                         | 23. von Kinskygasse bis Erlaaer Straße |
| Anton-Böck-Gasse                                 | 21. von Krottenhofgasse bis Rußbergstraße |
| Anton-Bosch-Gasse                                | 21. |
| Anton-Burg-Gasse                                 | 04. |
| Anton-Karas-Platz                                | 19. im Zuge Sieveringer Straße |
| Anton-Krieger-Gasse                              | 23. von Mehlführergasse bis Rudolf-Zeller-Gasse |
| Antonigasse                                      | 17. von Chamissogasse bis Sommarugagasse Wendeanlage ÖPNV 18. von Chamissogasse bis Sommarugagasse |
| Antonsplatz                                      | 10. im Zuge Inzersdorfer Straße |
| Arbeitergasse                                    | 05. |
| Arsenalstraße                                    | 03. inklusive Wendeanlagen ÖPNV 10. von B 221 bis Ghegastraße |
| Aspangstraße                                     | 03. von Adolf-Blamauer-Gasse bis Kleistgasse |
| Aspernbrücke                                     | 01. 02. |
| Aspernbrückengasse                               | 02. |
| Asperner Heldenplatz                             | 22. im Zuge Langobardenstraße; im Zuge Biberhaufenweg |
| Aßmayergasse                                     | 12. von Steinbauergasse bis Eichenstraße |
| Atzgersdorfer Straße                             | 12. 13. 23. von Ziedlergasse bis Am Rosenhügel – inklusive Südbahnunterführung |
| Auerspergstraße                                  | 08. |
| Auf der Schmelz                                  | 15. Fahrtrichtung Süden von Wickhoffgasse bis Oeverseestraße im Zuge Johnstraße; Fahrtrichtung Norden im Zuge Johnstraße von Oeverseestraße bis B 223 |
| Augartenbrücke                                   | 02. 09. |
| Augasse                                          | 09. |
| Aumannplatz                                      | 18. |
| Ausstellungsstraße                               | 02. von Praterstern bis Elderschplatz |
| Avedikstraße                                     | 15. |
| Babenbergerstraße                                | 01. von Burgring bis Nibelungengasse |
| Bacherplatz                                      | 05. im Zuge Arbeitergasse |
| Badgasse                                         | 14. von Dr.-Karl-Lueger-Brücke bis Hauptstraße |
| Ballgasse                                        | 01. |
| Barawitzkagasse                                  | 19. |
| Barnabitengasse                                  | 06. |
| Baumgartenbrücke                                 | 13. 14. |
| Baumgartner Höhe                                 | 14. |
| Belgradplatz                                     | 10. im Zuge Davidgasse |
| Berchtoldgasse                                   | 22. von Am Kaisermühlendamm bis Schüttaustraße |
| Berggasse                                        | 09. von Währinger Straße bis Liechtensteinstraße |
| Bergmillergasse                                  | 14. |
| Bernreiterplatz                                  | 21. im Zuge Jedlersdorfer Straße |
| Betriebsschleife                                 | 07. |
| Betriebswendeanlage                              | 20. |
| Biberhaufenweg                                   | 22. von Raffineriestraße bis Asperner Heldenplatz |
| Billrothstraße                                   | 19. |
| Blindengasse                                     | 08. von Lerchenfelder Straße bis Josefstädter Straße |
| Blumenstockgasse                                 | 01. |
| Blutgasse                                        | 01. |
| Bognergasse                                      | 01. |
| Boschstraße                                      | 19. von Grinzinger Straße bis Gunoldstraße |
| Brandstätte                                      | 01. |
| Bräuhausbrücke                                   | 13. 14. |
| Bräunerstraße                                    | 01. von Graben 136 m bis Wendehammer |
| Breite Gasse                                     | 07. |
| Breitenfurter Straße                             | 23. von Brunner Straße bis Levasseurgasse |
| Breitenleer Straße                               | 22. |
| Breitenseer Straße                               | 14. von Maroltingergasse bis Torricelligasse; von Reinlgasse bis Huttengasse |
| Brigittaplatz                                    | 20. im Zuge Jägerstraße |
| Brigittenauer Lände                              | 20. von Klosterneuburger Straße bis Forsthausgasse |
| Buchengasse                                      | 10. von Leibnizgasse bis Reumannplatz |
| Bujattigasse                                     | 14. von Linzer Straße gegenüber 421A bis vor ONr. 4 |
| Bundesländerplatz                                | 06. |
| Burggasse                                        | 07. |
| Burgring                                         | 01. |
| Camillo-Sitte-Gasse                              | 15. |
| Canavesegasse                                    | 23. von Knotzenbachgasse bis Endresstraße |
| Carl-Szokoll-Platz                               | 09. im Zuge Maria-Theresien-Straße |
| Carlbergergasse                                  | 23. |
| Chamissogasse                                    | 18. Wendeanlage ÖPNV |
| Chimanistraße                                    | 19. von Cottagegasse bis Billrothstraße |
| Christinengasse                                  | 01. von Schubertring bis Kantgasse |
| Churhausgasse                                    | 01. |
| Cobenzlgasse                                     | 19. von Himmelstraße bis ONr. 134 inklusive Wendeanlage ÖPNV |
| Columbusplatz                                    | 10. im Zuge Favoritenstraße |
| Computerstraße                                   | 10. |
| Cottagegasse                                     | 19. von Chimanistraße bis Krottenbachstraße |
| Czernetzplatz                                    | 22. im Zuge Prandaugasse |
| Davidgasse                                       | 10. von Laxenburger Straße bis Reumannplatz; von Triester Straße bis Neilreichgasse |
| Desider-Friedmann-Platz                          | 01. |
| Deutschordenstraße                               | 14. von Keißlergasse bis Linzer Straße |
| Dirmhirngasse                                    | 23. von Breitenfurter Straße bis Rudolf-Waisenhorn-Gasse |
| Dittersdorfgasse                                 | 17. von Hernalser Hauptstraße bis Gilmgasse |
| Döblinger Hauptstraße                            | 19. |
| Domgasse                                         | 01. |
| Dommayergasse                                    | 13. von Hietzinger Hauptstraße bis Auhofstraße |
| Dommesgasse                                      | 11. von Lorystraße bis Simmeringer Hauptstraße |
| Donaufelder Straße                               | 21. von Josef-Baumann-Gasse bis Hoßplatz 22. von Dückegasse bis B 8 |
| Donaustadtstraße                                 | 22. Nebenfahrbahn von Magdeburgstraße bis zirka 60 m vor Bernoullistraße |
| Doningasse                                       | 22. nach ONr. 12 bis Wagramer Straße |
| Donnergasse                                      | 01. |
| Dopschstraße                                     | 21. von Großfeldstraße bis Moritz-Dreger-Gasse |
| Dörfelstraße                                     | 12. von Wilhelmstraße bis Eichenstraße |
| Dornbacher Straße                                | 17. von Güpferlingstraße bis Vollbadgasse; von Alszeile bis Neuwaldegger Straße |
| Dorotheergasse                                   | 01. von Graben 54 m bis Wendehammer |
| Dr.-Adolf-Schärf-Platz                           | 22. im Zuge Prandaugasse; im Zuge Anton-Sattler-Gasse; im Zuge Attemsgasse |
| Dr.-Karl-Lueger-Brücke                           | 14. |
| Dr.-Karl-Lueger-Platz                            | 01. |
| Dr.-Karl-Renner-Ring                             | 01. |
| Dr.-Nekowitsch-Straße                            | 21. |
| Drahtgasse                                       | 01. |
| Draschestraße                                    | 23. von Laxenburger Straße bis Pfarrgasse |
| Dreiständegasse                                  | 23. |
| Dresdner Straße                                  | 02. von Innstraße bis Nordbahnstraße 20. |
| Eckpergasse                                      | 18. von Herbeckstraße bis Wallrißstraße Wendeanlage ÖPNV |
| Edelsinnstraße                                   | 12. von Gaßmannstraße bis Koppreitergasse |
| Eibesbrunnergasse                                | 10. von Wienerbergstraße bis Gutheil-Schoder-Gasse 12. von Kerschensteinergasse bis Gutheil-Schoder-Gasse |
| Eichenstraße                                     | 12. Nebenfahrbahn gegenüber ONr. 74 bis Hoffmeistergasse |
| Einsiedlerplatz                                  | 05. im Zuge Arbeitergasse |
| Einwanggasse                                     | 14. von Hadikgasse bis Karlingergasse |
| Einzingergasse                                   | 21. von Vohburggasse bis Prager Straße |
| Eipeldauer Straße                                | 21. von Leopoldauer Straße bis Zehdengasse 22. von Oskar-Grissemann-Straße bis Wagramer Straße |
| Elderschplatz                                    | 02. (verlängerte Machstraße) |
| Elisabethallee                                   | 13. von Montecuccoliplatz bis Stranzenberggasse |
| Elterleinplatz                                   | 17. |
| Endemanngasse                                    | 23. von Atzgersdorfer Straße bis Gatterederstraße |
| Endresstraße                                     | 23. von Kirchenplatz bis Valentingasse |
| Enenkelstraße                                    | 16. von Ottakringer Straße bis Thaliastraße |
| Engerthstraße                                    | 02. von Innstraße bis Walcherstraße; von Jungstraße bis Meiereistraße; von Meiereistraße Marathonweg (ab Oktober 2010) 20. |
| Erdbergstraße                                    | 03. von Kundmanngasse bis Franzosengraben |
| Erlaaer Platz                                    | 23. im Zuge Erlaaer Straße Anton-Baumgartner-Straße |
| Erlaaer Schleife                                 | 23. |
| Erlaaer Straße                                   | 23. von Brunner Straße bis Anton-Baumgartner-Straße |
| Erlachgasse                                      | 10. von Viktor-Adler-Platz bis Wielandgasse |
| Erzherzog-Johann-Platz                           | 04. |
| Erzherzog-Karl-Straße                            | 22. von Wagramer Straße bis Donaustadtstraße |
| Eschenbachgasse                                  | 01. |
| Ettenreichgasse                                  | 10. von Reumannplatz bis Troststraße |
| Europaplatz Mittelzone                           | 07. zwischen B 221 von Felberstraße bis Mariahilfer Straße 15. zwischen B 221 von Felberstraße bis Mariahilfer Straße Wendeanlage ÖPNV |
| Fabriksbrücke                                    | 12. 15. |
| Fahrverbindung Straßencode 06664                 | 22. von der Schüttaustraße Richtung Süden zur A 22 Richtung stromabwärts; von der A 22 Richtung Norden zur Schüttaustraße |
| Fahrverbindung Straßencode 06711                 | 22. von Breitenleerstraße bis S 2 Fahrtrichtung Süden |
| Fahrverbindung Straßencode 06712                 | 22. von S2 Fahrtrichtung Norden bis Breitenleer Straße |
| Familienplatz                                    | 16. im Zuge Wattgasse |
| Faradaygasse                                     | 03. |
| Fasangartengasse                                 | 12. 13. |
| Fasangasse                                       | 03. |
| Favoritenstraße                                  | 04. 10. von Sonnwendgasse bis Altes Landgut |
| Feilergasse                                      | 19. |
| Felberstraße                                     | 15. von Hackengasse bis Johnstraße |
| Feldkellergasse                                  | 13. von Speisinger Straße bis Bergheidengasse |
| Felix-Dahn-Straße                                | 19. von Hartäckerstraße bis Peter-Jordan-Straße |
| Feßtgasse                                        | 16. |
| Filmteichstraße                                  | 10. |
| Florian-Hedorfer-Straße                          | 11. |
| Florianigasse                                    | 08. von Feldgasse bis Albertgasse; von Kochgasse bis Piaristengasse |
| Flötzersteig                                     | 14. von Linzer Straße bis Tinterstraße |
| Flurschützstraße                                 | 12. |
| Forsthausgasse                                   | 20. von Brigittenauer Lände bis Leystraße |
| Frankhplatz                                      | 08. im Zuge Alser Straße 09. im Zuge Alser Straße |
| Franklinstraße                                   | 21. von Rechte Nordbahngasse bis Franz-Jonas-Platz |
| Franz-Jonas-Platz                                | 21. |
| Franz-Parsche-Gasse                              | 23. Bereich Busbahnhof |
| Franziskanerplatz                                | 01. |
| Franzosengraben                                  | 03. von Baumgasse bis Döblerhofstraße |
| Frauenstiftgasse                                 | 21. |
| Freiheitsplatz                                   | 21. im Zuge Stammersdorfer Straße |
| Freytaggasse                                     | 21. von Schloßhofer Straße bis Angerer Straße |
| Freyung                                          | 01. |
| Friedensbrücke                                   | 09. 20. |
| Friedlgasse                                      | 19. |
| Friedrich-Engels-Platz                           | 20. Fahrbahn vor ONr. 19–23 |
| Friedrich-Schmidt-Platz                          | 08. im Zuge Landesgerichtsstraße |
| Friesenplatz                                     | 10. im Zuge Neilreichgasse |
| Frömmlgasse                                      | 21. |
| Füchselhofgasse                                  | 12. von Meidlinger Hauptstraße bis Füchselhofpark |
| Fuchsthallergasse                                | 09. |
| Führichgasse                                     | 01. von Kärntner Straße 11 m bis Wendehammer |
| Fütterergasse                                    | 01. |
| Gadnergasse                                      | 11. von Grillgasse bis Swatoschgasse |
| Gänsbachergasse                                  | 03. von Faradaygasse bis Schlechtastraße |
| Garnisongasse                                    | 09. von Universitätsstraße bis Schwarzspanierstraße |
| Gaßmannstraße                                    | 12. 13. |
| Gatterederstraße                                 | 23. |
| Gaußplatz                                        | 02. von Obere Donaustraße bis Obere Augartenstraße 20. ausgenommen Fahrbahn vor ONr. 3–10 |
| Geiselbergstraße                                 | 11. |
| Gellertplatz                                     | 10. |
| Genochplatz                                      | 22. im Zuge Stadlauer Straße |
| Gentzgasse                                       | 18. |
| Gerasdorfer Straße                               | 21. von Hanreitergasse bis Grenzweg |
| Gersthofer Straße                                | 17. 18. |
| Gertrudplatz                                     | 18. im Zuge Kutschkergasse |
| Geßlgasse                                        | 23. |
| Getreidemarkt                                    | 01. Richtungsfahrbahn zur Mariahilfer Straße von B 1 bis Gauermann-Gasse 06. exklusive Richtungsfahrbahn zur Mariahilfer Straße von B 1 bis Gauermann-Gasse |
| Geweygasse                                       | 19. Wendeanlage ÖPNV |
| Ghegastraße                                      | 03. |
| Gilmgasse                                        | 17. von Dittersdorfgasse bis Leopold-Kunschak-Platz |
| Gitlbauergasse                                   | 21. |
| Glatzgasse                                       | 19. vor ONr. 7–9 |
| Goldschmiedgasse                                 | 01. von Stephansplatz bis Trattnerhof |
| Gottschalkgasse                                  | 11. von Geiselbergstraße bis Simmeringer Hauptstraße |
| Graben                                           | 01. |
| Grabnergasse                                     | 06. |
| Graf-Seilern-Gasse                               | 12. |
| Gräffergasse                                     | 17. von Heigerleinstraße bis Halirschgasse |
| Grasbergergasse                                  | 03. von Rennweg bis Hofmannsthalgasse |
| Gräßlplatz                                       | 03. im Zuge Arsenalstraße und Geiselbergstraße/Gudrunstraße 11. im Zuge Geiselbergstraße |
| Gredlerstraße                                    | 02. |
| Gregor-Mendel-Straße                             | 18. von Hasenauerstraße bis Peter-Jordan-Straße 19. von Peter-Jordan-Straße bis Hasenauerstraße |
| Greinergasse                                     | 19. von Nußdorfer Platz bis Zahnradbahnstraße |
| Greiseneckergasse                                | 20. von Jägerstraße bis Raffaelgasse Betriebswendeanlage |
| Grenzackerstraße                                 | 10. Nebenfahrbahn zirka 70 m nach der Daumegasse bis Einfahrt in Altes Landgut |
| Grieshofgasse                                    | 12. |
| Grillgasse                                       | 11. |
| Grinzinger Allee                                 | 19. |
| Grinzinger Straße                                | 19. |
| Große Marxerbrücke                               | 03. |
| Große Ungarbrücke                                | 03. |
| Großfeldstraße                                   | 21. |
| Gudrunstraße                                     | 03. von Geiselbergstraße bis Bezirksgrenze 10. von Triester Straße bis Bezirksgrenze 11. von Geiselbergstraße bis Bezirksgrenze |
| Guido-Lammer-Gasse                               | 22. von Hasibederstraße bis 75 m vor der Hausfeldstraße inklusive Wendeanlage ÖPNV |
| Guldenbrücke                                     | 13. 14. |
| Guldengasse                                      | 14. |
| Gumpendorfer Straße                              | 06. 15. |
| Gunoldstraße                                     | 19. |
| Guntherstraße                                    | 15. von Camillo-Sitte-Gasse bis Schweglerstraße |
| Güpferlingstraße                                 | 17. von Hernalser Hauptstraße bis Sandleitengasse |
| Gürtelverbindungsfahrbahn                        | 05., 6., 7., 8., 9., 12., 15., 16., 17., 18., 19. |
| Gußhausstraße                                    | 04. |
| Gußriegelstraße                                  | 10. von Davidgasse bis Inzersdorfer Straße |
| Gutheil-Schoder-Gasse                            | 10. 12. 23. exklusive Begleitfahrbahnen |
| Gymnasiumstraße                                  | 18. 19. |
| Haarhof                                          | 01. |
| Haberditzlgasse                                  | 21. |
| Habichergasse                                    | 16. von Gablenzgasse bis Herbststraße |
| Haidestraße                                      | 11. von Rappachgasse bis 1. Haidequerstraße |
| Hameaustraße                                     | 19. inklusive Wendeanlage ÖPNV gegenüber ONr. 29 |
| Hanreitergasse                                   | 21. von Gerasdorfer Straße bis Jedlersdorfer Straße |
| Hans-Richter-Gasse                               | 19. |
| Hartäckerstraße                                  | 19. von Felix-Dahn-Straße bis Dänenstraße; von Hans-Richter-Gasse bis Cottagegasse |
| Hasenauerstraße                                  | 18. von Gregor-Mendel-Straße bis Gymnasiumstraße 19. |
| Hasenleitengasse                                 | 11. von Schemmerlstraße bis Simmeringer Hauptstraße |
| Hasibederstraße                                  | 22. |
| Haspingerplatz                                   | 21. im Zuge Frauenstiftgasse |
| Hauffgasse                                       | 11. von Simmeringer Hauptstraße bis Geiselbergstraße |
| Hauptstraße                                      | 14. von Linzer Straße bis Mauerbachstraße |
| Hausfeldstraße                                   | 22. |
| Hebragasse                                       | 09. von Zimmermannplatz bis Kinderspitalgasse |
| Heidenschuß                                      | 01. |
| Heigerleinstraße                                 | 17. von Hernalser Hauptstraße bis Gräffergasse |
| Heiligenstädter Brücke                           | 19. 20. |
| Heiligenstädter Straße                           | 09. von Lichtenwerder Platz bis Gürtelbrücke ausgenommen B221 19. von B 14 bis Lichtenwerder Platz ausgenommen B 221 |
| Heinrich-Collin-Straße                           | 14. Fahrbahn vor dem Eingang Hanusch-Krankenhaus und von 45 m östlich der Mitisgasse bis ONr. 9 |
| Helferstorferstraße                              | 01. |
| Hellwagstraße                                    | 20. von Nordwestbahnstraße bis Dresdner Straße |
| Herbeckstraße                                    | 18. von Eckpergasse bis Salierigasse |
| Herbert-von-Karajan-Platz                        | 01. |
| Herbststraße                                     | 16. von Panikengasse bis Habichergasse |
| Hermann-Bahr-Straße                              | 21. |
| Hernalser Hauptstraße                            | 17. |
| Herndlgasse                                      | 10. von Gudrunstraße bis Buchengasse |
| Herrenholzgasse                                  | 21. von Josef-Flandorfer-Straße bis Johann-Weber-Straße Wendeanlage ÖPNV |
| Hervicusgasse                                    | 12. |
| Herzmanovsky-Orlando-Gasse                       | 21. von Wassermanngasse bis Gitlbauergasse |
| Hetzendorfer Straße                              | 12. von Atzgersdorfer Straße bis Altmannsdorfer Straße 13. |
| Heumühlgasse                                     | 04. von Schönbrunner Straße bis Mühlgasse |
| Hietzinger Hauptstraße                           | 13. von Kennedybrücke bis Hummelgasse |
| Hillerstraße                                     | 02. von Engerthstraße bis Vorgartenstraße |
| Himmelpfortgasse                                 | 01. von Kärntner Straße 17 m bis Wendehammer |
| Himmelstraße                                     | 19. von Feilergasse bis Grinzinger Allee |
| Hintere Zollamtsstraße                           | 03. von Dampfschiffstraße bis Markthallenbrücke |
| Hirschstettner Straße                            | 22. von Kagraner Platz bis Quadenstraße |
| Hochsatzengasse                                  | 14. von Hadikgasse bis Hütteldorfer Straße |
| Höchstädtplatz                                   | 20. im Zuge Dresdner Straße und Marchfeldstraße |
| Hödlgasse                                        | 23. von Ziedlergasse bis Breitenfurter Straße |
| Hofferplatz                                      | 16. im Zuge Thaliastraße |
| Hofmannsthalgasse                                | 03. von Grasbergergasse bis Leberstraße |
| Hofmühlgasse                                     | 06. |
| Hofwiesengasse                                   | 13. von Feldkellergasse bis Preyergasse |
| Hohe Warte                                       | 19. |
| Hohenbergstraße                                  | 12. von Ruckergasse bis Edelsinnstraße; von Aichholzgasse bis Stranitzkygasse |
| Hohenfeldgasse                                   | 22. |
| Hohenstaufengasse                                | 01. von Schottenring bis Maria-Theresien-Straße |
| Höhenstraße                                      | 17. von Neuwaldegger Straße bis Keylwerthgasse 18. |
| Hoher Markt                                      | 01. |
| Hörlgasse                                        | 09. |
| Hormayrgasse                                     | 17. |
| Hoßplatz                                         | 21. im Zuge Schloßhofer Straße; im Zuge Patrizigasse |
| Huglgasse                                        | 15. von Hütteldorfer Straße bis Märzstraße |
| Hummelgasse                                      | 13. von Hietzinger Hauptstraße bis ONr. 50 |
| Hüttelbergstraße                                 | 14. |
| Hütteldorfer Brücke                              | 13. 14. |
| Hütteldorfer Straße                              | 14. von Johnstraße bis Linzer Straße 15. von Neubaugürtel bis Beckmanngasse |
| Huttengasse                                      | 14. von Breitenseer Straße bis Bezirksgrenze 16. von Steinbruchstraße bis Rankgasse |
| Innstraße                                        | 02. von Handelskai bis Dresdner Straße 20. von Dresdner Straße bis Handelskai |
| Invalidenstraße                                  | 03. |
| Inzersdorfer Straße                              | 10. von Gußriegelstraße bis Favoritenstraße |
| Irisgasse                                        | 01. |
| Jacquingasse                                     | 03. von Landstraßer Gürtel bis Mohsgasse |
| Jägerstraße                                      | 20. von Stromstraße bis Gaußplatz |
| Jedlersdorfer Straße                             | 21. von Trillergasse bis Hanreitergasse |
| Jedleseer Straße                                 | 21. |
| Jeneweingasse                                    | 21. |
| Jheringgasse                                     | 15. von Schwendergasse bis Sechshauser Straße |
| Jochbergengasse                                  | 21. |
| Johann-Böhm-Platz                                | 02. |
| Johann-Nepomuk-Berger-Platz                      | 16. im Zuge Ottakringer Straße und Neulerchenfelder Straße 17. im Zuge Ottakringer Straße |
| Johann-Nepomuk-Vogl-Platz                        | 18. im Zuge Kreuzgasse |
| Johann-Strauß-Gasse                              | 04. von Wiedner Hauptstraße bis Rainergasse |
| Johann-Weber-Straße                              | 21. von Herrenholzg. bis Bahnhofplatz Wendeanlage ÖPNV |
| Johannesgasse                                    | 01. von Kärntner Straße 56 m bis Wendehammer |
| Johnstraße                                       | 14. 15. |
| Jordangasse                                      | 01. |
| Jörg-Mauthe-Platz                                | 09. |
| Jörgerstraße                                     | 17. 18. |
| Josef-Baumann-Gasse                              | 21. von Donaufelder Straße bis Zehdengasse 22. von Donaufelder Straße bis Zehdengasse |
| Josef-Flandorfer-Straße                          | 21. von Herrenholzgasse bis Bahnhofplatz – Wendeanlage ÖPNV |
| Josef-Hindels-Gasse                              | 19. |
| Josef-Holaubek-Platz                             | 09. |
| Josef-Matthias-Hauer-Platz                       | 08. im Zuge Albertgasse |
| Josefstädter Straße                              | 08. |
| Judenplatz                                       | 01. |
| Julius-Raab-Platz                                | 01. im Zuge Stubenring |
| Julius-Tandler-Platz                             | 09. |
| Jungferngasse                                    | 01. |
| Jungstraße                                       | 02. von Engerthstraße bis Vorgartenstraße |
| Kafkastraße                                      | 02. von Vorgartenstraße bis Engerthstraße |
| Kagraner Platz                                   | 22. |
| Kaiser-Franz-Josef-Straße                        | 23. von Ketzergasse bis Ambrosweg |
| Kaiserebersdorfer Straße                         | 11. von Simmeringer Hauptstraße bis Nemethgasse |
| Kaisermühlenstraße                               | 22. von Wiedgasse bis Industriestraße |
| Kaisersteiggasse                                 | 23. |
| Kaiserstraße                                     | 07. |
| Kaltenleutgebner Straße                          | 23. |
| Kalvarienberggasse                               | 17. von Hernalser Hauptstraße bis Beheimgasse |
| Kantgasse                                        | 01. von Pestalozzigasse bis Christinengasse |
| Kardinal-Rauscher-Platz                          | 15. |
| Karlingergasse                                   | 14. von Ameisgasse bis Einwanggasse |
| Karlsplatz                                       | 01. im Zuge Wiedner Hauptstraße 04. im Zuge Wiedner Hauptstraße |
| Karmeliterplatz                                  | 02. ohne Fahrbahn von ONr. 3 bis 4 |
| Kärntner Ring                                    | 01. |
| Kärntner Straße                                  | 01. inklusive Nebenfahrbahn zwischen Karlsplatz und Opernring auf Seite der geraden ONr. |
| Kaunitzgasse                                     | 06. |
| Keißlergasse                                     | 14. |
| Kellermanngasse                                  | 07. |
| Kennedybrücke                                    | 13. 14. |
| Keplerplatz                                      | 10. im Zuge Keplergasse; im Zuge Favoritenstraße; im Zuge Gudrunstraße |
| Kerschensteinergasse                             | 12. |
| Ketzergasse                                      | 23. von Triester Straße bis Hochstraße |
| Keylwerthgasse                                   | 17. von Höhenstraße bis Sommerhaidenweg 18. von Höhenstraße bis Sommerhaidenweg 19. von Hameaustraße bis Sommerhaidenweg |
| Kinderspitalgasse                                | 09. |
| Kinskygasse                                      | 23. von Purkytgasse bis Anton-Baumgartner-Straße |
| Kirchengasse                                     | 07. |
| Kirchenplatz                                     | 23. im Zuge Endresstraße und Levasseurgasse |
| Kirchfeldgasse                                   | 12. von Wundtgasse bis Breitenfurter Straße 23. von Breitenfurter Straße bis Wundtgasse |
| Klagbaumgasse                                    | 04. von Anton-Burg-Gasse bis Wiedner Hauptstraße |
| Kleistgasse                                      | 03. von Aspangstraße bis Rennweg |
| Kliebergasse                                     | 05. |
| Klosterneuburger Straße                          | 20. |
| Knöllgasse                                       | 10. |
| Knotzenbachgasse                                 | 23. von Gatterederstraße bis Endresstraße; von Canavesegasse bis Breitenfurter Straße |
| Kochgasse                                        | 08. |
| Köglergasse                                      | 10. von Untermeidlinger Straße bis Wienerbergstraße 12. |
| Kohlmarkt                                        | 01. |
| Kolbegasse                                       | 23. |
| Kolingasse                                       | 09. von Peregringasse bis Schlickplatz im Zuge Börsegasse |
| Koloniestraße                                    | 21. |
| Kolschitzkygasse                                 | 04. von Schönburgstraße bis Favoritenstraße |
| Konstanziagasse                                  | 22. |
| Kopalgasse                                       | 11. |
| Krausegasse                                      | 11. |
| Kreuzgasse                                       | 17. 18. |
| Kreuzgassenbrücke                                | 17. 18. |
| Krottenbachstraße                                | 19. |
| Krottenhofgasse                                  | 21. von Strebersdorfer Straße bis Anton-Böck-Gasse |
| Krugerstraße                                     | 01. von Kärntner Straße 100 m bis Wendehammer |
| Kühfußgasse                                      | 01. |
| Kujanikgasse                                     | 11. Betriebswendeanlage |
| Kundmanngasse                                    | 03. von Landstraßer Hauptstraße bis Marxergasse |
| Kundratstraße                                    | 10. 12. von Untermeidlinger Straße bis Bezirksgrenze |
| Kupferschmiedgasse                               | 01. von Kärntner Straße 21 m bis Wendehammer |
| Kurrentgasse                                     | 01. |
| Kürschnergasse                                   | 21. von Wassermanngasse bis Gitlbauergasse |
| Kutschkergasse                                   | 18. von Gentzgasse bis Schulgasse |
| Laaer-Berg-Straße                                | 10. von Reumannplatz bis Oberlaaer Straße |
| Lainzer Straße                                   | 13. |
| Lambrechtgasse                                   | 04. von Leibenfrostgasse bis Wiedner Hauptstraße |
| Landesgerichtsstraße                             | 08. |
| Landgutgasse                                     | 05. von Margaretengürtel bis Bezirksgrenze 10. von Margaretengürtel bis Laxenburger Straße |
| Landstraßer Hauptstraße                          | 03. von Vordere Zollamtsstraße bis Schlachthausgasse |
| Lange Gasse                                      | 08. von Alser Straße bis Laudongasse |
| Längenfeldgasse                                  | 10. 12. |
| Langobardenstraße                                | 22. von Stadlauer Straße bis Asperner Heldenplatz; sowie im Zuge der Langobardenstraße vor dem Asperner Zentralfriedhof eingerichtete Verkehrsfläche |
| Lascygasse                                       | 17. von Güpferlingstraße bis Paschinggasse |
| Lastenstraße                                     | 23. von Gatterederstraße bis Carlbergergasse |
| Laudongasse                                      | 08. von Skodagasse bis Lange Gasse |
| Lautenschlägergasse                              | 11. von Wachthausgasse bis Haidestraße |
| Lazarettgasse                                    | 09. |
| Leberstraße                                      | 03. von Landstraßer Hauptstraße bis Bezirksgrenze 11. von Bezirksgrenze bis Swatoschgasse |
| Lederergasse                                     | 08. |
| Ledererhof                                       | 01. |
| Leibenfrostgasse                                 | 04. |
| Leibnizgasse                                     | 10. von Quellenstraße bis Troststraße |
| Leopold-Kunschak-Platz                           | 17. (verlängerte Schultheßgasse); Fahrbahn vor dem Friedhof bis verlängerte Schultheßgasse; (verlängerte Gilmgasse) |
| Leopoldauer Platz                                | 21. |
| Leopoldauer Straße                               | 21. |
| Leopoldsdorfer Straße                            | 10. |
| Lerchenfelder Straße                             | 07. 08. |
| Levasseurgasse                                   | 23. |
| Leyserstraße                                     | 14. |
| Leystraße                                        | 20. von Forsthausgasse bis Marchfeldstraße |
| Lichnowskygasse                                  | 11. |
| Lichtensteg                                      | 01. |
| Lidlbrücke                                       | 17. 18. |
| Lidlgasse                                        | 17. 18. |
| Liechtensteinstraße                              | 09. |
| Liechtenwerder Platz                             | 09. ausgenommen B 221 |
| Liesinger Platz                                  | 23. ausgenommen im Zuge Perchtoldsdorfer Straße |
| Lilienbrunngasse                                 | 02. von Obere Donaustraße bis Gredlerstraße |
| Lilienthalgasse                                  | 03. von Arsenalstraße bis Faradaygasse |
| Lindenbauergasse                                 | 11. von Unter der Kirche bis Florian-Hedorfer-Straße |
| Linnéplatz                                       | 19. im Zuge Peter-Jordan-Straße |
| Linzer Straße                                    | 14. von Winckelmannstraße bis Hauptstraße, ausgenommen Verbindungsfahrbahn von Schloßallee 15. |
| Litfaßstraße                                     | 03. von Baumgasse bis Rinnböckstraße 11. von Rinnböckstraße bis Simmeringer Hauptstraße |
| Lobkowitzbrücke                                  | 12. 15. |
| Lorenz-Bayer-Platz                               | 17. im Zuge Taubergasse; im Zuge Teichgasse; im Zuge Rosensteingasse |
| Lorenz-Müller-Gasse                              | 20. |
| Lorettoplatz                                     | 21. im Zuge Überfuhrstraße |
| Lorystraße                                       | 11. von Grillgasse bis Dommesgasse |
| Löwengasse                                       | 03. von Radetzkystraße bis Rasumofskygasse |
| Magdalenenstraße                                 | 06. von Hofmühlgasse bis Kaunitzgasse |
| Marathonweg                                      | 02. von Engerthstraße bis Wehlistraße (ab 2010); von B 14 bis Wehlistraße (bis Oktober 2010) |
| Marchfeldstraße                                  | 20. |
| Marco-d’Aviano-Gasse                             | 01. |
| Margaretenplatz                                  | 05. |
| Margaretenstraße                                 | 04. von Schleifmühlgasse bis Kettenbrückengasse 05. von Kettenbrückengasse bis Ramperstorffergasse |
| Maria-Theresien-Straße                           | 09. |
| Mariahilfer Straße                               | 06. 07. 14. 15. |
| Marienbrücke                                     | 01. 02. |
| Markthallenbrücke                                | 03. |
| Maroltingergasse                                 | 14. 16. von Steinbruchstraße bis Ottakringer Straße |
| Martin-Gaunersdorfer-Gasse                       | 21. |
| Martinstraße                                     | 18. |
| Marxergasse                                      | 03. von Kundmanngasse bis Rasumofskygasse |
| Märzstraße                                       | 15. von Neubaugürtel bis Huglgasse |
| Matzleinsdorfer Platz                            | 05. |
| Mauerbachstraße                                  | 14. |
| Maurer Hauptplatz                                | 23. im Zuge Endresstraße |
| Maurer Lange Gasse                               | 23. von Valentingasse bis Rodauner Straße |
| Max-Emanuel-Straße                               | 18. |
| Max-Schmidt-Platz                                | 18. Wendeanlage ÖPNV |
| Maxingstraße                                     | 13. |
| Mayerhofgasse                                    | 04. |
| Maysedergasse                                    | 01. von Kärntner Straße 11 m bis Wendehammer |
| Mayssengasse                                     | 17. von Wilhelminenstraße bis Taubergasse |
| Mehlführergasse                                  | 23. von Rudolf-Waisenhorn-Gasse bis Anton-Krieger-Gasse |
| Meidlinger Hauptstraße                           | 12. ausgenommen Begleitfahrbahn von B 12 bis Sechtergasse |
| Meidlinger Platzl                                | 12. |
| Meiereistraße                                    | 02. inklusive Wendeanlage ÖPNV |
| Meischlgasse                                     | 23. von Carlbergergasse bis Altmannsdorfer Straße |
| Mendelssohngasse                                 | 22. von Schüttaustraße bis Am Kaisermühlendamm |
| Messeplatz                                       | 02. |
| Migerkastraße                                    | 10. von Neilreichgasse bis Rudolfshügelgasse |
| Milchgasse                                       | 01. |
| Mitterhofergasse                                 | 21. |
| Mohsgasse                                        | 03. von Jacquingasse bis Fasangasse |
| Mollardgasse                                     | 06. von Hofmühlgasse bis Magdalenenstraße |
| Montecuccoliplatz                                | 13. im Zuge Maxingstraße |
| Montleartstraße                                  | 16. von Thaliastraße bis Ottakringer Straße |
| Mooslackengasse                                  | 19. von Muthgasse bis 12.-Februar-Platz |
| Moritz-Dreger-Gasse                              | 21. |
| Mortaraplatz                                     | 20. im Zuge Traisengasse |
| Mühlgasse                                        | 04. von Preßgasse bis Heumühlgasse |
| Müller-Gutenbrunn-Straße                         | 14. von Linzer Straße bis Tinterstraße |
| Münichreiterstraße                               | 13. von Stadlergasse bis Lainzer Straße |
| Murlingengasse                                   | 12. von Dörfelstraße bis Steinackergasse Betriebswendeanlage |
| Museumsplatz                                     | 07. im Zuge Museumsstraße |
| Museumsstraße                                    | 07. im Zuge Auerspergstraße-Museumsplatz |
| Muthgasse                                        | 19. |
| Naglergasse                                      | 01. |
| Neilreichgasse                                   | 10. von Gudrunstraße bis B 225 |
| Neubaugasse                                      | 07. |
| Neuhaufenstraße                                  | 22. |
| Neulerchenfelder Straße                          | 16. |
| Neulinggasse                                     | 03. von Ungargasse bis Landstraßer Hauptstraße |
| Neustift am Walde                                | 19. von Hameaustraße bis Rathstraße |
| Neustiftgasse                                    | 07. |
| Neuwaldegger Straße                              | 17. |
| Nibelungengasse                                  | 01. von Babenbergerstraße bis Eschenbachgasse |
| Niederhofstraße                                  | 12. |
| Nisselgasse                                      | 14. |
| Nordbahnstraße                                   | 02. von Dresdner Straße bis Praterstern 20. |
| Nordwestbahnstraße                               | 02. von Rauscherstraße bis Taborstraße 20. |
| Nußdorfer Platz                                  | 19. im Zuge Greinergasse; im Zuge Heiligenstädter Straße |
| Nußdorfer Straße                                 | 09. |
| Obere Augartenstraße                             | 02. von Gaußplatz bis Taborstraße |
| Obere Donaustraße                                | 02. von Brigittenauer Lände bis Gaußplatz |
| Oberlaaer Straße                                 | 10. von Bezirksgrenze bis Himberger Straße 23. von Laxenburger Straße bis Bezirksgrenze |
| Obkirchergasse                                   | 19. |
| Ödenburger Straße                                | 21. von Mitterhofergasse bis Jochbergengasse |
| Offenbachgasse                                   | 02. von Vorgartenstraße bis Engerthstraße |
| Oleandergasse                                    | 22. von Rautenweg bis Breitenleer Straße |
| Olympiaplatz                                     | 02. |
| Operngasse                                       | 01. von Friedrichstraße bis Rechte Wienzeile; von Opernring bis Nibelungengasse 04. |
| Opernring                                        | 01. inklusive Nebenfahrbahn zwischen Eschenbachgasse und Babenbergerstraße sowie Nebenfahrbahn zwischen Kärntner Straße und Operngasse auf Seite der ungeraden ONr. |
| Ottakringer Straße                               | 16. von Veronikagasse bis Montleartstraße 17. |
| Paltaufgasse                                     | 16. von Ottakringer Straße bis Thaliastraße |
| Panethgasse                                      | 22. von Sebaldgasse bis Rennbahnweg |
| Panikengasse                                     | 16. von Feßtgasse bis Herbststraße |
| Pantucekgasse                                    | 11. von Simmeringer Hauptstraße bis Lichnowskygasse |
| Pappenheimgasse                                  | 20. von Klosterneuburger Straße bis Jägerstraße |
| Parisergasse                                     | 01. |
| Parkring                                         | 01. |
| Paschinggasse                                    | 17. von Lascygasse bis Hernalser Hauptstraße |
| Patrizigasse                                     | 21. |
| Paulanergasse                                    | 04. |
| Penzinger Straße                                 | 14. von Nisselgasse bis Einwanggasse |
| Perchtoldsdorfer Straße                          | 23. |
| Peregringasse                                    | 09. |
| Pestalozzigasse                                  | 01. von Kantgasse bis Schubertring |
| Peter-Jordan-Straße                              | 18. von Felix-Dahn-Straße bis Gregor-Mendel-Straße 19. von Felix-Dahn-Straße bis Billrothstraße |
| Petersplatz                                      | 01. |
| Pfarrgasse                                       | 23. von Sterngasse bis Draschestraße |
| Phorusgasse                                      | 04. von Mittersteig bis Leibenfrostgasse |
| Piaristengasse                                   | 08. |
| Pilgrambrücke                                    | 05. 06. |
| Pilgramgasse                                     | 05. |
| Pirquetgasse                                     | 22. von Quadenstraße bis Zanggasse |
| Pius-Parsch-Platz                                | 21. ausgenommen Parkplatzbereich |
| Platz der Vereinten Nationen                     | 22. |
| Porzellangasse                                   | 09. von Jörg-Mauthe-Platz bis Julius-Tandler-Platz |
| Possingergasse                                   | 15. Fahrtrichtung Süden von B223 bis Wickhoffgasse 16. |
| Pötzleinsdorfer Straße                           | 18. von Gersthofer Straße bis Schafberggasse |
| Prandaugasse                                     | 22. von Czernetzplatz bis Tokiostraße |
| Praterstern                                      | 02. innerhalb der B 8 ausgenommen Begleitfahrbahnen |
| Praterstraße                                     | 02. von Aspernbrückengasse bis Praterstern |
| Preßgasse                                        | 04. von Rechte Wienzeile bis Mühlgasse |
| Preyergasse                                      | 13. |
| Prinz-Eugen-Straße                               | 03. 04. |
| Purkytgasse                                      | 23. von Willendorfer Gasse bis Triester Straße |
| Quadenstraße                                     | 22. von Hirschstettner Straße bis Am Heidjöchl |
| Quellenstraße                                    | 10. von Triester Straße bis Absberggasse |
| Rabensteig                                       | 01. |
| Radetzkyplatz                                    | 03. |
| Radetzkystraße                                   | 03. von Vordere Zollamtsstraße bis Franzensbrücke |
| Raffaelgasse                                     | 20. von Greiseneckergasse bis Wallensteinstraße – |
| Raffineriestraße                                 | 22. von A 22 bis Biberhaufenweg |
| Rainergasse                                      | 04. von Johann-Strauß-Gasse bis Favoritenstraße |
| Ramperstorffergasse                              | 05. von Bacherplatz bis Schönbrunner Straße |
| Rankgasse                                        | 16. von Maroltingergasse bis Huttengasse |
| Rappachgasse                                     | 11. von Krausegasse bis Wachthausgasse |
| Rasumofskygasse                                  | 03. |
| Rathausplatz                                     | 01. im Zuge Stadiongasse |
| Rathstraße                                       | 19. |
| Rauscherstraße                                   | 20. |
| Rautenweg                                        | 22. von S 2 bis Oleandergasse |
| Rechte Nordbahngasse                             | 21. von Franklinstraße bis Schloßhofer Straße |
| Reichsratstraße                                  | 01. von Stadiongasse bis Schmerlingplatz Betriebsgleisverbindung |
| Reinlgasse                                       | 14. |
| Reinprechtsdorfer Brücke                         | 05. 06. |
| Reinprechtsdorfer Straße                         | 05. |
| Reithofferplatz                                  | 15. im Zuge Märzstraße |
| Rembrandtstraße                                  | 02. |
| Rennweg                                          | 03. |
| Reumannplatz                                     | 10. von Laaer-Berg-Straße bis Ettenreichgasse; von Favoritenstraße/Buchengasse bis Ettenreichgasse; von Wielandgasse bis Buchengasse/Herndlgasse; von Buchengasse/Herndlgasse bis Laaer-Berg-Straße; von Favoritenstraße/Buchengasse bis Wielandgasse; im Zuge Favoritenstraße |
| Richard-Kralik-Platz                             | 18. im Zuge Hasenauerstraße 19. im Zuge Hasenauerstraße |
| Richard-Strauss-Straße                           | 23. |
| Richard-Wagner-Platz                             | 16. im Zuge Thaliastraße |
| Richthausenstraße                                | 17. in Verlängerung der Roggendorfgasse von Leopold-Kunschak-Platz bis Wattgasse |
| Rilkeplatz                                       | 04. im Zuge Wiedner Hauptstraße |
| Rochusgasse                                      | 03. |
| Rodauner Straße                                  | 23. |
| Rooseveltplatz                                   | 09. im Zuge Hörlgasse |
| Rosenhügelstraße                                 | 13. bis ONr. 197 23. bis ONr. 171 |
| Rosensteingasse                                  | 16. 17. von Hernalser Hauptstraße bis Ottakringer Straße |
| Rossauer Brücke                                  | 02. 09. |
| Rotenmühlgasse                                   | 12. von Schönbrunner Straße bis Schönbrunner Schloßstraße |
| Rotenturmstraße                                  | 01. von Stephansplatz bis Lugeck |
| Rotundenbrücke                                   | 02. 03. |
| Ruckergasse                                      | 12. |
| Rudolf-Waisenhorn-Gasse                          | 23. von Rodauner Straße bis Dreiständegasse; von Mehlführergasse bis Dirmhirngasse; von Rudolf-Zeller-Gasse bis Schartlgasse |
| Rudolf-Zeller-Gasse                              | 23. von Rudolf-Waisenhorn-Gasse bis Endresstraße |
| Rudolfshügelgasse                                | 10. |
| Rußbergstraße                                    | 21. |
| Ruthgasse                                        | 19. |
| Ruthnergasse                                     | 21. von Gerasdorfer Straße bis Siemensplatz |
| Sachsenplatz                                     | 20. im Zuge Wallensteinstraße |
| Salierigasse                                     | 18. von Herbeckstraße bis Wallrißstraße Wendeanlage ÖPNV |
| Salztorbrücke                                    | 01. 02. |
| Sanatoriumstraße                                 | 14. von Baumgartner Höhe bis An der Niederhaid |
| Sandgasse                                        | 19. |
| Sandleitengasse                                  | 16. 17. |
| Sankt-Ulrichs-Platz                              | 07. |
| Sankt-Veit-Gasse                                 | 13. |
| Sankt-Veiter-Brücke                              | 13. 14. |
| Schadekgasse                                     | 06. |
| Schartlgasse                                     | 23. |
| Scheibenbergstraße                               | 18. von Herbeckstraße bis Wallrißstraße Wendeanlage ÖPNV |
| Schererstraße                                    | 21. von Moritz-Dreger-Gasse bis Adolf-Loos-Gasse |
| Scheydgasse                                      | 21. von B 3 bis Schnellbahn inklusive Wendeanlage ÖPNV |
| Schlechtastraße                                  | 03. von Arsenalstraße bis Gänsbachergasse |
| Schleifmühlgasse                                 | 04. von Rechte Wienzeile bis Wiedner Hauptstraße |
| Schlickgasse                                     | 09. |
| Schlickplatz                                     | 09. im Zuge Schlickgasse |
| Schloßallee                                      | 14. 15. von Mariahilfer Straße bis B 1 |
| Schloßhofer Straße                               | 21. |
| Schmelzbrücke                                    | 15. |
| Schmelzbrückenrampe                              | 15. |
| Schmerlingplatz                                  | 01. im Zuge Reichsratstraße Betriebswendeanlage; von Hansenstraße bis Museumstraße; im Zuge Volksgartenstraße |
| Schnirchgasse                                    | 03. von Schlachthausgasse bis Würtzlerstraße |
| Schöffelgasse                                    | 18. von Herbeckstraße bis Wallrißstraße Wendeanlage ÖPNV |
| Schönbrunner Allee                               | 12. |
| Schönbrunner Schloßbrücke                        | 13. exklusive Mittelzone 14. exklusive Mittelzone |
| Schönbrunner Straße                              | 04. von Heumühlgasse bis Kettenbrückengasse 05. von Kettenbrückengasse bis Redergasse 12. von Grünbergstraße bis Ruckergasse |
| Schönburgstraße                                  | 04. von Wiedner Hauptstraße bis Kolschitzkygasse |
| Schöpfleuthnergasse                              | 21. von Matthäus-Jiszda-Straße bis Leopold-Ferstl-Gasse |
| Schottenfeldgasse                                | 07. |
| Schottengasse                                    | 01. inklusive Wendeanlage ÖPNV |
| Schottenring                                     | 01. inklusive Nebenfahrbahn zwischen Hohenstaufengasse und Wipplingerstraße auf Seite der ungeraden ONr. |
| Schrutkagasse                                    | 13. |
| Schubertring                                     | 01. |
| Schuhmeierplatz                                  | 16. im Zuge Possingergasse und Thaliastraße |
| Schukowitzgasse                                  | 22. von Breitenleer Straße bis und inklusive Wendeschleife ÖPNV |
| Schulerstraße                                    | 01. |
| Schulgasse                                       | 18. von Semperstraße bis Währinger Gürtel |
| Schultergasse                                    | 01. |
| Schultheßgasse                                   | 17. von Halirschgasse bis Leopold-Kunschak-Platz |
| Schüttauplatz                                    | 22. im Zuge Schüttaustraße |
| Schüttaustraße                                   | 22. von B 8 bis Berchtoldgasse |
| Schwarzenbergplatz                               | 01. 03. 04. |
| Schwarzspanierstraße                             | 09. von Garnisongasse bis Währinger Straße |
| Schwedenbrücke                                   | 01. 02. |
| Schwedenplatz                                    | 01. zwischen Rotenturmstraße und Laurenzerberg ohne Gleisanlage |
| Schweglerstraße                                  | 15. |
| Schwendergasse                                   | 15. von Anschützgasse bis Jheringgasse; von Hollergasse bis Dreihausgasse |
| Sebaldgasse                                      | 22. |
| Sechshauser Straße                               | 15. von Jheringgasse bis Sechshauser Gürtel |
| Sechskrügelgasse                                 | 03. |
| Sechsschimmelgasse                               | 09. |
| Sedlitzkygasse                                   | 11. von Gottschalkgasse bis Grillgasse |
| Seilergasse                                      | 01. von Graben 18 m bis Wendehammer |
| Seitenstettengasse                               | 01. |
| Semperstraße                                     | 18. von Währinger Straße bis Schulgasse |
| Sensengasse                                      | 09. |
| Seyringer Straße                                 | 21. von Julius-Ficker-Straße bis Illgasse |
| Siebenbrunnenplatz                               | 05. |
| Siebenhirtenstraße                               | 23. im Zuge der Siebenhirtenstraße vor dem Friedhof Liesing eingerichtete Verkehrsfläche |
| Siebensterngasse                                 | 07. |
| Siemensstraße                                    | 21. von Julius-Ficker-Straße bis Leopoldauer Straße; von Brünner Straße bis Ruthnergasse |
| Sieveringer Straße                               | 19. von zirka 15 m stadtauswärts der Agnesgasse bis Billrothstraße |
| Silbergasse                                      | 19. von Hofzeile bis Ruthgasse |
| Simmeringer Hauptstraße                          | 11. von Rennweg bis Weichseltalweg; von Etrichstraße bis Landesgrenze; sowie im Zuge der Simmeringer Hauptstraße vor dem Wiener Zentralfriedhof stadtauswärts rechtsseitig eingerichtete Verkehrsflächen                                                                       |
| Simoningplatz                                    | 11. im Zuge Kopalgasse |
| Simonygasse                                      | 18. |
| Singerstraße                                     | 01. von Stock-im-Eisen-Platz 12 m bis Wendehammer |
| Skodagasse                                       | 08. von Laudongasse bis Florianigasse; von Alser Straße bis Lederergasse |
| Sommarugagasse                                   | 18. Wendeanlage ÖPNV |
| Sonnwendgasse                                    | 10. |
| Speisinger Straße                                | 13. von Feldkellergasse bis Rosenhügelstraße 23. |
| Spiegelgasse                                     | 01. von Graben 10 m bis Wendehammer |
| Spiegelgrundstraße                               | 14. 16. |
| Spinngasse                                       | 11. Betriebswendeanlage |
| Spitalgasse                                      | 09. |
| Spittelberggasse                                 | 07. |
| Spohrstraße                                      | 13. von Veitingergasse bis Schrutkagasse |
| Stadionallee                                     | 02. |
| Stadiongasse                                     | 01. |
| Stadlauer Straße                                 | 22. |
| Stadlergasse                                     | 13. von Sankt-Veit-Gasse bis Münichreiterstraße |
| Stammersdorfer Straße                            | 21. von B 7 bis Dr.-Nekowitsch-Straße; sowie im Zug der Stammersdorfer Straße vor dem Stammersdorfer Zentralfriedhof eingerichtete Verkehrsfläche |
| Steinackergasse                                  | 12. von Murlingengasse bis Eichenstraße Betriebswendeanlage |
| Steinbauergasse                                  | 12. |
| Steinfeldgasse                                   | 19. von Wollergasse bis Geweygasse Wendeanlage ÖPNV |
| Stephansplatz                                    | 01. |
| Sterngasse                                       | 01. von Desider-Friedmann-Platz bis ONr. 5 23. |
| Sternwartestraße                                 | 18. von Gymnasiumstraße bis Währinger Gürtel |
| Stiegengasse                                     | 06. von Gumpendorfer Straße bis Windmühlgasse |
| Stiegerbrücke                                    | 12. 15. |
| Stiegergasse                                     | 15. |
| Stillfriedplatz                                  | 16. im Zuge Thaliastraße |
| Stock-im-Eisen-Platz                             | 01. |
| Stolberggasse                                    | 05. von Zentagasse bis Reinprechtsdorfer Straße |
| Stollgasse                                       | 07. von Kaiserstraße bis Neubaugürtel |
| Stranitzkygasse                                  | 12. |
| Stranzenberggasse                                | 13. |
| Straße Code 09652                                | 02. von Wehlistraße bis Handelskai |
| Straußengasse                                    | 05. |
| Strebersdorfer Platz                             | 21. im Zuge Strebersdorfer Straße und Rußbergstraße |
| Strebersdorfer Straße                            | 21. |
| Stromstraße                                      | 20. von Vorgartenstraße bis Engerthstraße; von Jägerstraße bis Dresdner Straße |
| Strozzigasse                                     | 08. |
| Stubenbrücke                                     | 01. |
| Stubenring                                       | 01. |
| Sturgasse                                        | 02. von Engerthstraße bis Vorgartenstraße |
| Südtiroler Platz                                 | 04. in Verlängerung Favoritenstraße bis B 230/B 221 |
| Svetelskystraße                                  | 11. |
| Taborstraße                                      | 02. von Untere Donaustraße bis Nordbahnstraße 20. |
| Taubergasse                                      | 17. |
| Testarellogasse                                  | 13. |
| Thaliastraße                                     | 16. von Lerchenfelder Gürtel bis Montleartstraße |
| Theodor-Sickel-Gasse                             | 10. von Laaer-Berg-Straße bis Endlichergasse |
| Theresienbadgasse                                | 12. |
| Tinterstraße                                     | 14. von Müller-Gutenbrunn-Straße bis Flötzersteig |
| Tokiostraße                                      | 22. |
| Torricelligasse                                  | 14. von Breitenseer Straße bis Ameisbachzeile |
| Traisengasse                                     | 20. |
| Trattnerhof                                      | 01. |
| Treustraße                                       | 20. von Wallensteinstraße bis Wolfsaugasse |
| Trillergasse                                     | 21. von Jedlersdorfer Straße bis Koloniestraße |
| Troststraße                                      | 10. von Triester Straße bis Favoritenstraße |
| Tuchlauben                                       | 01. von Graben bis Brandstätte |
| Türkenschanzplatz                                | 18. im Zuge Hasenauerstraße |
| Türkenstraße                                     | 09. von Roßauer Lände bis Schlickplatz |
| Überfuhrstraße                                   | 21. von Weißenwolffgasse bis Lorettoplatz |
| Unbenannte Verkehrsfläche Straßencode 09973      | 09. im Zuge Maria-Theresien-Straße bis Universitätsstraße |
| Ungargasse                                       | 03. |
| Universitätsring (bis 2012 Dr.-Karl-Lueger-Ring) | 01. |
| Universitätsstraße                               | 09. |
| Unter der Kirche                                 | 11. von Kaiserebersdorfer Straße bis Lindenbauergasse inklusive Nebenfahrbahn von Bleriotgasse bis Lindenbauergasse |
| Untere Augartenstraße                            | 02. |
| Untermeidlinger Straße                           | 12. von Eibesbrunnergasse bis Kundratstraße |
| Urban-Loritz-Platz                               | 07. parallel zur Kandlgasse zwischen Wimbergergasse und Neubaugürtel Betriebsschleife; im Zuge Westbahnstraße; von Wimbergergasse bis Westbahnstraße – |
| Valentingasse                                    | 23. |
| Veitingergasse                                   | 13. von Spohrstraße bis Lainzer Straße |
| Vernholzgasse                                    | 22. von Erzherzog-Karl-Straße bis Hohenfeldgasse |
| Viktor-Adler-Platz                               | 10. im Zuge Favoritenstraße; im Zuge Erlachgasse |
| Vinzenzgasse                                     | 18. von Kreuzgasse bis Antonigasse |
| Viriotgasse                                      | 09. |
| Volksgartenstraße                                | 01. |
| Vollbadgasse                                     | 17. |
| Vorarlberger Allee                               | 23. |
| Vorgartenstraße                                  | 02. von Walcherstraße bis Elderschplatz (verlängerte Machstraße); von Sturgasse bis Offenbachgasse 20. von Adalbert-Stifter-Straße bis Stromstraße |
| Wachthausgasse                                   | 11. |
| Wagramer Straße                                  | 22. Nebenfahrbahn von Eipeldauer Straße bis Donaufelder Straße |
| Währinger Straße                                 | 09. 18. |
| Walcherstraße                                    | 02. von Engerthstraße bis Vorgartenstraße |
| Waldgasse                                        | 10. von Laaer-Berg-Straße bis Quellenstraße |
| Wallensteinplatz                                 | 20. im Zuge Jägerstraße und Wallensteinstraße |
| Wallensteinstraße                                | 20. |
| Wallnerstraße                                    | 01. von Kohlmarkt bis Fahnengasse |
| Wallrißstraße                                    | 18. von Eckpergasse bis Scheibenbergstraße Wendeanlage ÖPNV; von Schöffelgasse bis Gersthofer Straße Wendeanlage ÖPNV |
| Wassergasse                                      | 03. |
| Wassermanngasse                                  | 21. von Herzmanovsky-Orlando-Gasse bis Kürschnergasse |
| Wattgasse                                        | 16. 17. |
| Webgasse                                         | 06. |
| Wehlistraße                                      | 02. von Marathonweg bis und inklusive Wendeanlage ÖPNV, ausgenommen Wehlistraße von B 14 bis Stemmerallee und Wehlistraße von Marathonweg bis ONr. 308 |
| Weihburggasse                                    | 01. von Kärntner Straße 17 m bis Wendehammer |
| Weiskirchnerstraße                               | 01. |
| Weißenböckstraße                                 | 11. |
| Weißenthurngasse                                 | 12. |
| Westbahnstraße                                   | 07. |
| Wexstraße                                        | 20. |
| Weyringergasse                                   | 04. |
| Wiedgasse                                        | 22. |
| Wiedner Hauptstraße                              | 04. von Karlsplatz bis Blechturmgasse 05. von Blechturmgasse bis Matzleinsdorfer Platz |
| Wielandgasse                                     | 10. |
| Wielandplatz                                     | 10. im Zuge Wielandgasse und Herndlgasse |
| Wienerbergbrücke                                 | 12. |
| Wilhelm-Kreß-Platz                               | 11. im Zuge Weißenböckstraße |
| Wilhelminenstraße                                | 16. von Sandleitengasse bis Mayssengasse 17. |
| Wilhelmstraße                                    | 12. |
| Willendorfer Gasse                               | 23. |
| Winckelmannstraße                                | 14. 15. |
| Windhabergasse                                   | 19. |
| Windtenstraße                                    | 10. von Knöllgasse bis Raxstraße |
| Wipplingerstraße                                 | 01. |
| Wittelsbachstraße                                | 02. |
| Wolfsaugasse                                     | 20. von Treustraße bis Brigittenauer Lände |
| Wollergasse                                      | 19. Wendeanlage ÖPNV |
| Wollzeile                                        | 01. |
| Wundtgasse                                       | 12. 23. von Emil-Behring-Weg bis Am Rosenhügel |
| Würtzlerstraße                                   | 03. von Schnirchgasse bis Markhofgasse |
| Zanggasse                                        | 22. |
| Zedlitzgasse                                     | 01. |
| Zehdengasse                                      | 21. von Josef-Baumann-Gasse bis Eipeldauer Straße 22. von Josef-Baumann-Gasse bis Eipeldauer Straße |
| Zehetnergasse                                    | 14. |
| Zentagasse                                       | 05. |
| Zentaplatz                                       | 05. im Zuge Zentagasse |
| Ziedlergasse                                     | 23. von Hödlgasse bis Gerbergasse |
| Ziegelofengasse                                  | 04. von Mittersteig bis Leibenfrostgasse 05. von Margaretenstraße bis Leibenfrostgasse |
| Zillingergasse                                   | 22. |
| Zimmermanngasse                                  | 09. von Kinderspitalgasse bis Zimmermannplatz-Betriebswendeanlage |
| Zimmermannplatz                                  | 09. im Zuge Zimmermanngasse bis Lazarettgasse, im Zuge Lazarettgasse und im Zuge Hebragasse |
| Zschokkegasse                                    | 22. von Langobardenstraße bis Erzherzog-Karl-Straße |